# Orectognathus antennatus
Orectognathus antennatus is een mierensoort uit de onderfamilie van de Myrmicinae. De wetenschappelijke naam van de soort is voor het eerst geldig gepubliceerd in 1853 door Frederick Smith. De soort werd ontdekt in Nieuw-Zeeland.